# Origen de las lenguas
El origen de la lengua es un objeto de estudio de diferentes disciplinas, como la lingüística, la antropología, la psicología, la geografía y la genética humana. El problema del origen del lenguaje se refiere a la adquisición de la capacidad lingüística en los homínidos que derivó en la evolución del lenguaje humano; con la estructura y forma actual que presentan las diferentes lenguas naturales. 
Un problema diferente es el origen filogenético de las lenguas humanas, este problema ha sido abordado principalmente dentro de la lingüística histórica y las principales hipótesis son la Monogénesis y poligénesis lingüística. De acuerdo a la hipótesis monogenética, todas las lenguas humanas derivan de una lengua ancestral que debió aparecer antes de la salida de los Homo sapiens de África. La hipótesis poligenética sostiene que, si bien los humanos tenían capacidad para el lenguaje, este apareció en diferentes grupos de humanos más o menos por la misma época.
Otra polémica relacionada con la hipótesis monogenética es qué podemos conocer de la estructura de esta lengua. La postura más extrema llega a postular que es posible reconstruir parte de su vocabulario, y sus adherentes pretenden reconstruir el idioma protosapiens, aunque la mayor parte de los lingüistas consideran que no es posible reconstruirlo.
El origen nace en cada nación a su naturalidad, ya que se van construyendo su vocabulario y este, con el paso del tiempo, se va extendiendo. Sus modificaciones pueden ser variadas debido a factores internos como errores gramaticales o sonoros y también a factores externos como el intercambio cultural que hay debido a la globalización que da cabida a extranjerismos o demás errores comunes que transforman la manera de hablar de una sociedad.[cita requerida]

## Historia
El origen de las diferentes lenguas en la especie humana ha sido un tema debatido por varios eruditos a través de los siglos. De hecho, en el siglo XIX, el debate llegó a ser tan enconado, persistente y repetitivo que, en 1866, la Sociedad Lingüística de París decidió prohibir el tema, aludiendo que todas las teorías al respecto eran tan contradictorias entre sí que jamás se podría llegar a un acuerdo. Así, el problema del origen del lenguaje quedó suspendido por casi un siglo, siendo luego revivido con la esperanza de que los avances en genética, psicología evolutiva, lingüística y antropología fueran capaces de dar una respuesta. Si bien en el siglo XIX las discusiones fueron meramente especulativas, por falta de evidencias científicas sólidas, los avances en genética, lingüística comparativa y otras áreas hicieron resurgir el debate en el siglo XX sobre bases más sólidas. A pesar de esto, dentro del estudio de la Lingüística histórica, no existe un consenso sobre el origen filogenético de las lenguas y la antigüedad de las familias lingüísticas. Los métodos de reconstrucción lingüística a partir del léxico, la estructura y forma actual que presentan las diferentes lenguas, pierde fiabilidad a medida que tratamos de reconstruir estados más antiguos, y se estima que para profundidades de más de 5 o 6 milenios, es imposible reconstruir los rasgos esenciales de una protolengua. 
Uno de los problemas que dificulta el estudio de esta temática es la carencia de evidencia directa. Según lingüistas, puede haber unas 4000 o 5000 lenguas en el mundo, algunas bases de datos como Ethnologue agrupan las variedades lingüísticas existentes en más de 6500 lenguas (no siempre existen claros o un criterio definido para decidir si dos variedades son dialectos de la misma lengua o lenguas diferentes). A los lingüistas siempre les ha causado intriga el hecho de que haya tantas lenguas, por eso desde los inicios del trabajo científico sistemático se esforzaron por probar que las lenguas emparentadas derivaban de lenguas antiguas que se habían diversificado. Así las más de 5000 lenguas pueden agruparse en sólo unos cuantos centenares de familias, entre las que destacan unas pocas decenas de familias que agrupan a la gran mayoría de las lenguas del mundo.

## Hipótesis científicas
- Monogénesis: (de Mono: único, y de génesis: origen), es la teoría que dicta que, en el pasado, todas las personas hablaban una lengua común y, por causas culturales, geográficas, sociales, políticas, físicas, o espirituales, la lengua fue cambiando.
- Poligénesis: (de poli: varios, y de génesis: origen), es la contraria a la anterior. Dicta que, más o menos, de una forma simultánea, en distintos lugares surgieron lenguas diferentes, que pudieron dar origen a las lenguas madre, que a su vez dieron origen a los diferentes idiomas y dialectos actuales.